# Liébana
La Liébana és una comarca de Cantàbria. És una de les millor definides de la regió, té una extensió d'uns 570 quilòmetres quadrats i es localitza al sud-oest de Cantàbria, limitant amb Astúries i les províncies de Lleó i Palència. A pesar que ja existeix una llei de comarcalització de Cantàbria, aquesta encara no s'ha desenvolupat, per tant la comarca no té capacitat administrativa per se.

## Geografia

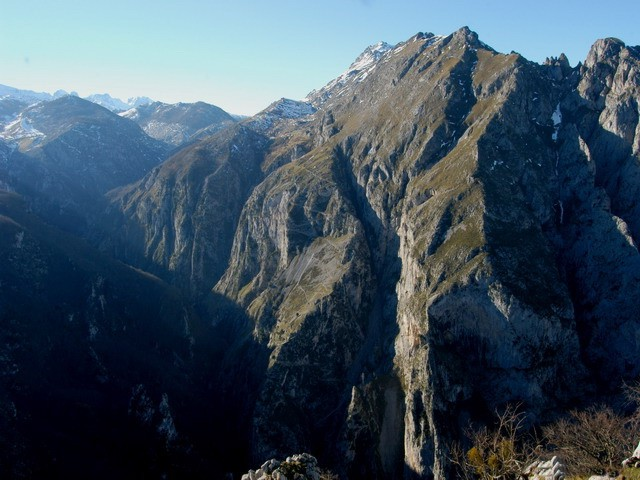
Senda de La Peña als Picos de Europa. El turisme actiu està molt assentat a la Comarca de Liébana. En la imatge hom pot veure l'antic camí minaire que comunicava el poble de Tresviso amb Urdón, una de las rutes de senderisme més importants de Cantàbria.

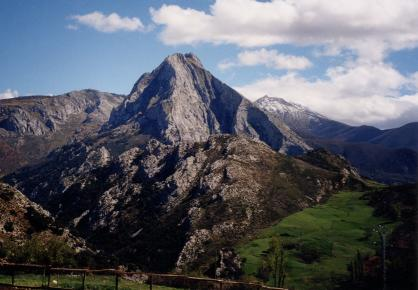
Imatge de Peña Ventosa a Liébana.

La comarca està enclavada als Picos de Europa, la seva orografia a manera de gran foia entre murallons de pedra calcària ha fet d'ella la millor definida de Cantàbria. De difícil accés, es tracta d'una comarca rural el capital de la qual se situa a Potes. És una comarca muntanyenca tancada, constituïda per quatre valls (Valdebaró, Cereceda, Piedrasluengas i Cillorigo) que confluïxen a Potes, centre de la comarca. Els seus principals rius són el riu Deba, el Quiviesa i el Buyón. En el seu relleu escarpat destaca la roca calcària del període Carbonífer, afectada per processos càrstics. pissarres i arenisca apareixen en els fons de les valls. La seva condició de gran vall tancat, amb grans diferències altitudinals i de forts pendents proporciona una gran varietat de condicions ambientals que ocasionen una multitud de formacions vegetals: alzines, sureres, faigs, roures (Quercus robur', Quercus pyrenaica), prats de pastura i terres de cultiu. El seu relleu tancat fa que tingui un microclima diferent al de la resta de la regió, afectat per un clima atlàntic. Així, en el fons de la vall de la Liébana es gaudeix d'un clima mediterrani, que es transforma progressivament i a mesura que ascendim en un clima atlàntic humit fins a arribar a característiques subalpines en els alts cims dels Picos de Europa. Les temperatures mitjanes anuals són de 28 °C per a les màximes i 8 °C en les mínimes, amb un nivell pluviomètric menor al d'altres zones de Cantàbria (800 mm anuals enfront dels 1.000-1.200 mm de mitjana de la regió).
La comarca inclou els municipis de Cabezón de Liébana, Camaleño, Cillorigo de Liébana, Pesaguero, Potes, Tresviso i Vega de Liébana.
| 1r | Potes                | 1.499 |
| 2n | Cillorigo de Liébana | 1.215 |
| 3r | Camaleño             | 1.088 |

La població total de la comarca arriba a la xifra de 5.860 habitants, segons dades de l'INE de l'any 2006 (veure taula). Segons les dades del mateix any, els seus tres nuclis més poblats, de major a menor, són: Potes (1.499), Cillorigo de Liébana (1.215) i Camaleño (1.088). I els tres nuclis menys poblats, de menor a major, són: Tresviso (76), Pesaguero (360) y Cabezón de Liébana (686).
L'economia en la comarca de la Liébana ha canviat del sector primari a l'auge del turisme rural, fruit de la seva importància paisatgística i del reclam que provoca el parc nacional de Picos de Europa. No obstant això, el desenvolupament que ha suposat el turisme ha afectat gairebé exclusivament a la localitat de Potes, capçalera comarcal, en detriment de les altres poblacions de la vall. Així, el creixement poblacional dels últims anys en Potes no es veu reflectit en els altres nuclis de població, que estan afectats per una evolució demogràfica negativa.

## Història
A la fi del segle xiv, el rei Joan I de Castella va atorgar el senyoriu de Liébana al seu cosí Juan Téllez de Castella, Senyor d'Aguilar de Campoo i fill de l'Infant Tello de Castella. A mitjan segle xv, la possessió del senyoriu de Liébana va donar origen a una de les freqüents guerres nobiliàries d'aquell temps i, posteriorment, a un llarg plet entre els Marquesos d'Aguilar de Campoo, hereus de Joan Téllez de Castella i els successors del segon matrimoni de la seva esposa, Leonor de la Vega, els Ducs del Infantado de la Casa de Mendoza. En 1576 els tribunals van dictar sentència a favor de la casa de l'Infantado.

## Destacat
- Picos de Europa.
- Monestir de Santo Toribio de Liébana
- Camí de Santiago del Nord: Ruta Vadiniense;
- Església de Santa María.
- Església de San Vicente.

## Galeria d'imatges

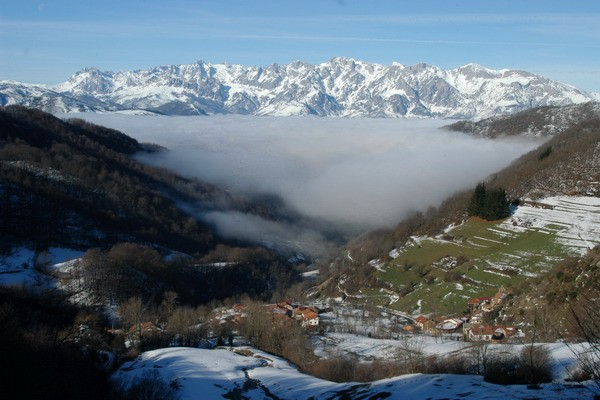
Los Picos de Europa des de Lamedo (Cabezón de Liébana).
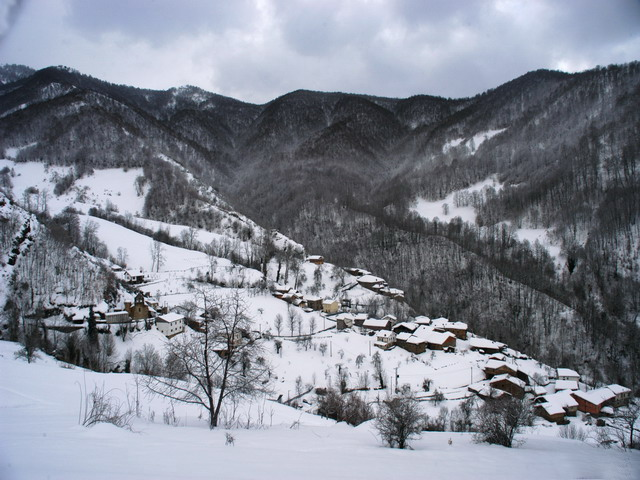
Lamedo després de la nevada d'hivern (Cabezón de Liébana).
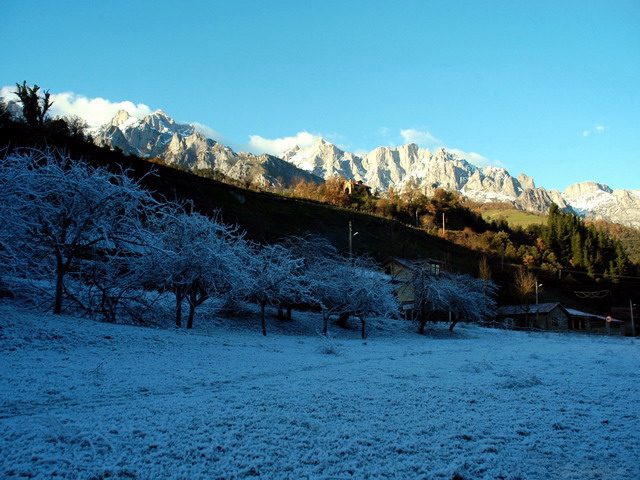
Els Picos de Europa des de Camaleño.
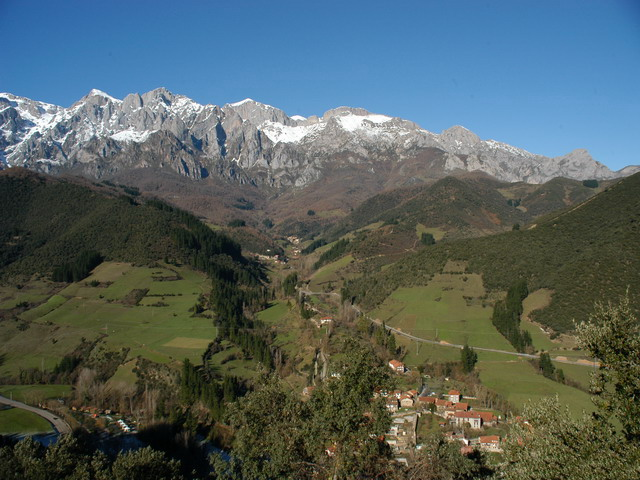
Els Picos de Europa i Turieno (Camaleño).
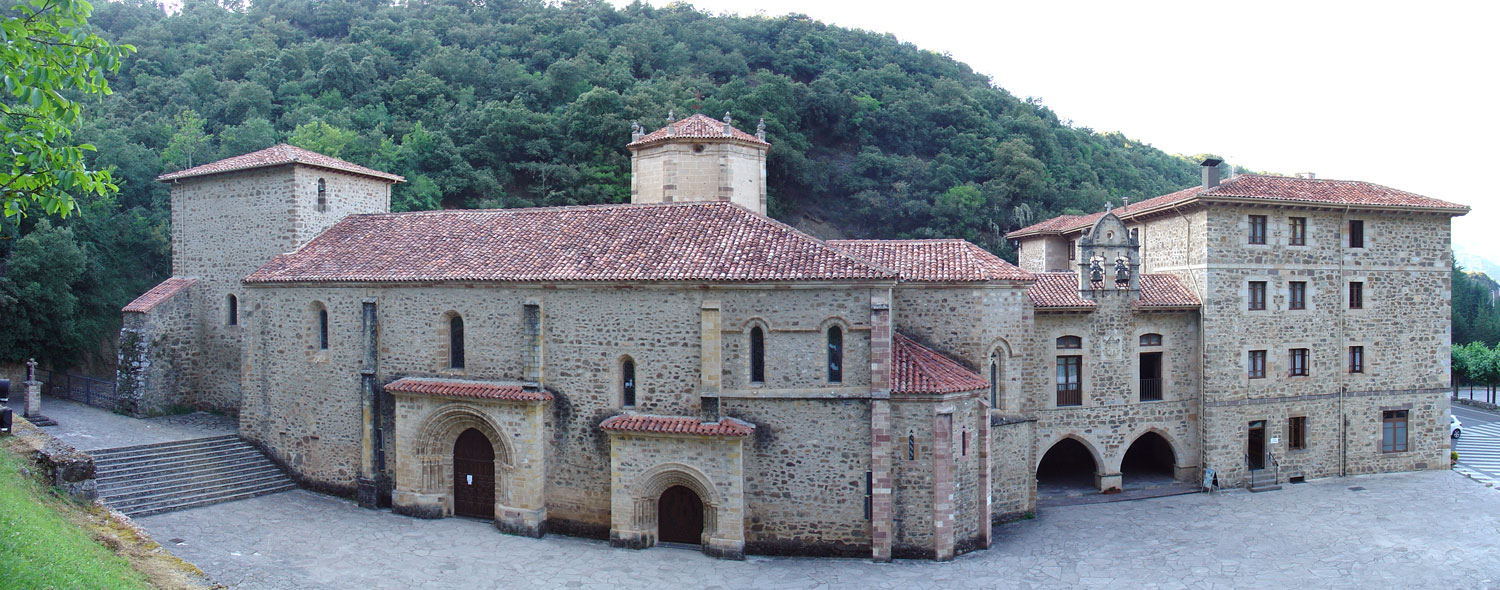
Vista panoràmica del Monestir de Santo Toribio de Liébana.
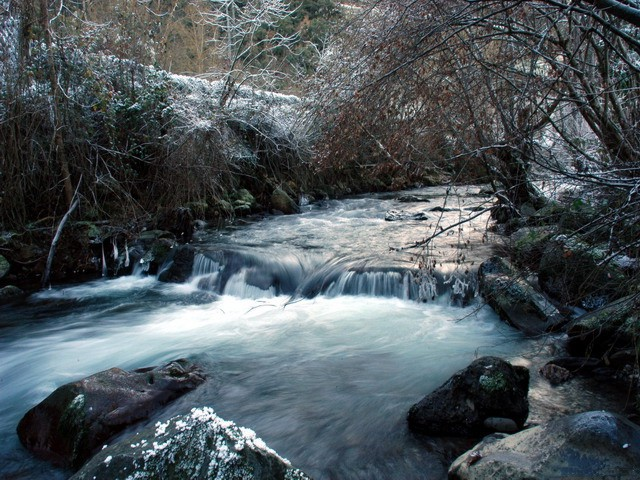
El riu Deva.
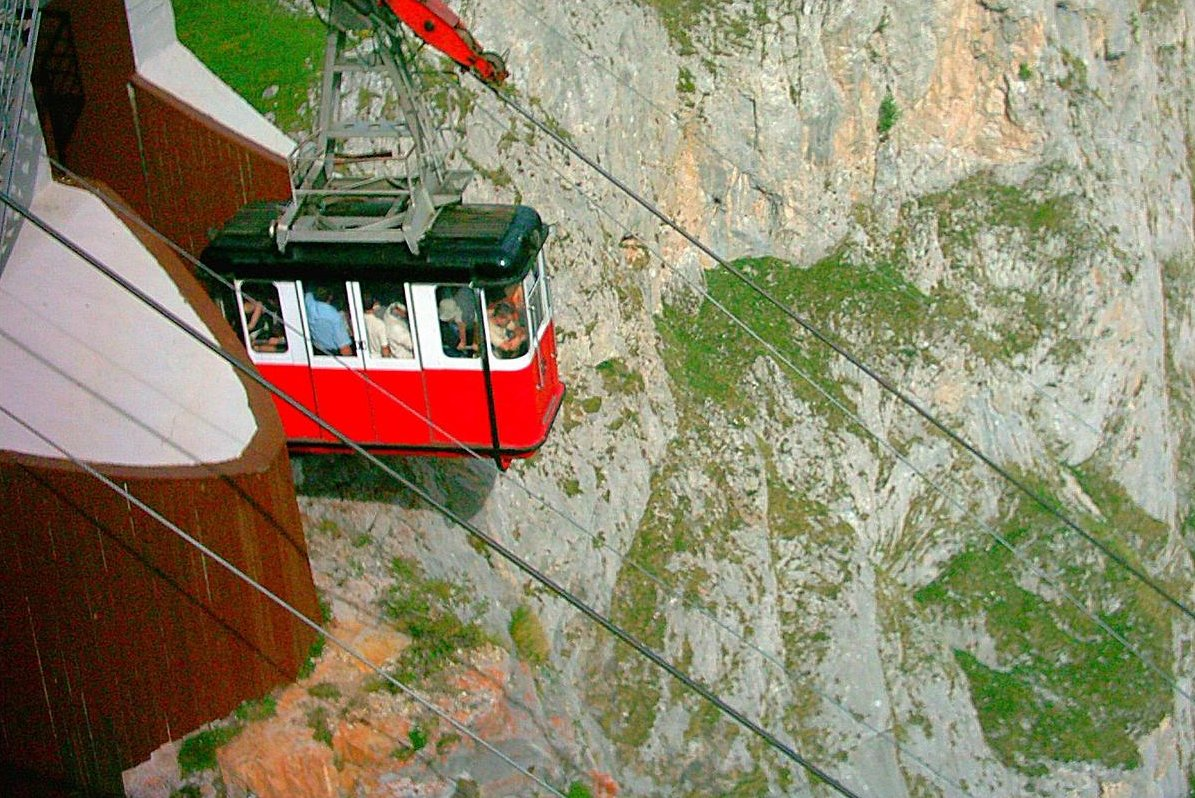
El telefèric de Fuente Dé.
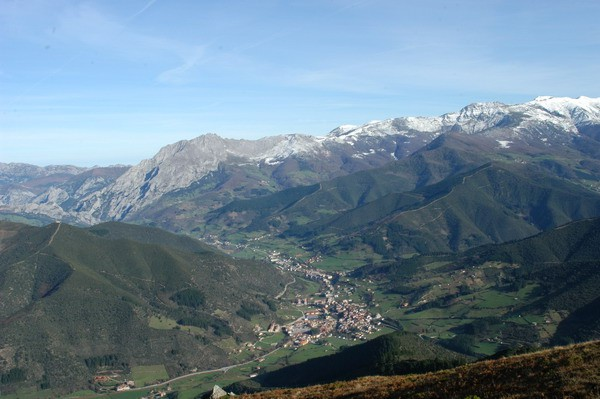
La vila de Potes.
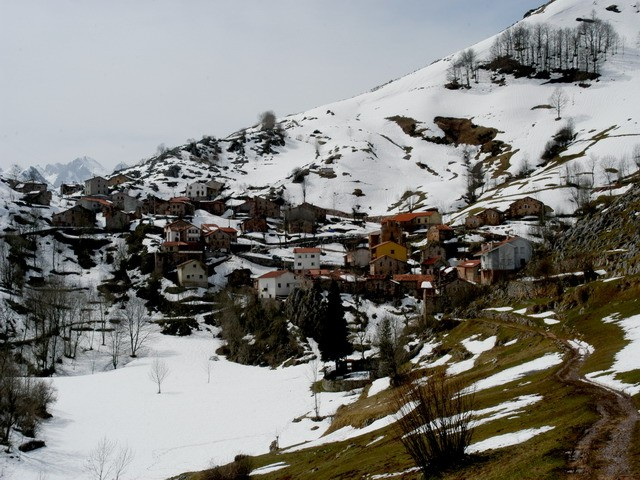
Tresviso.
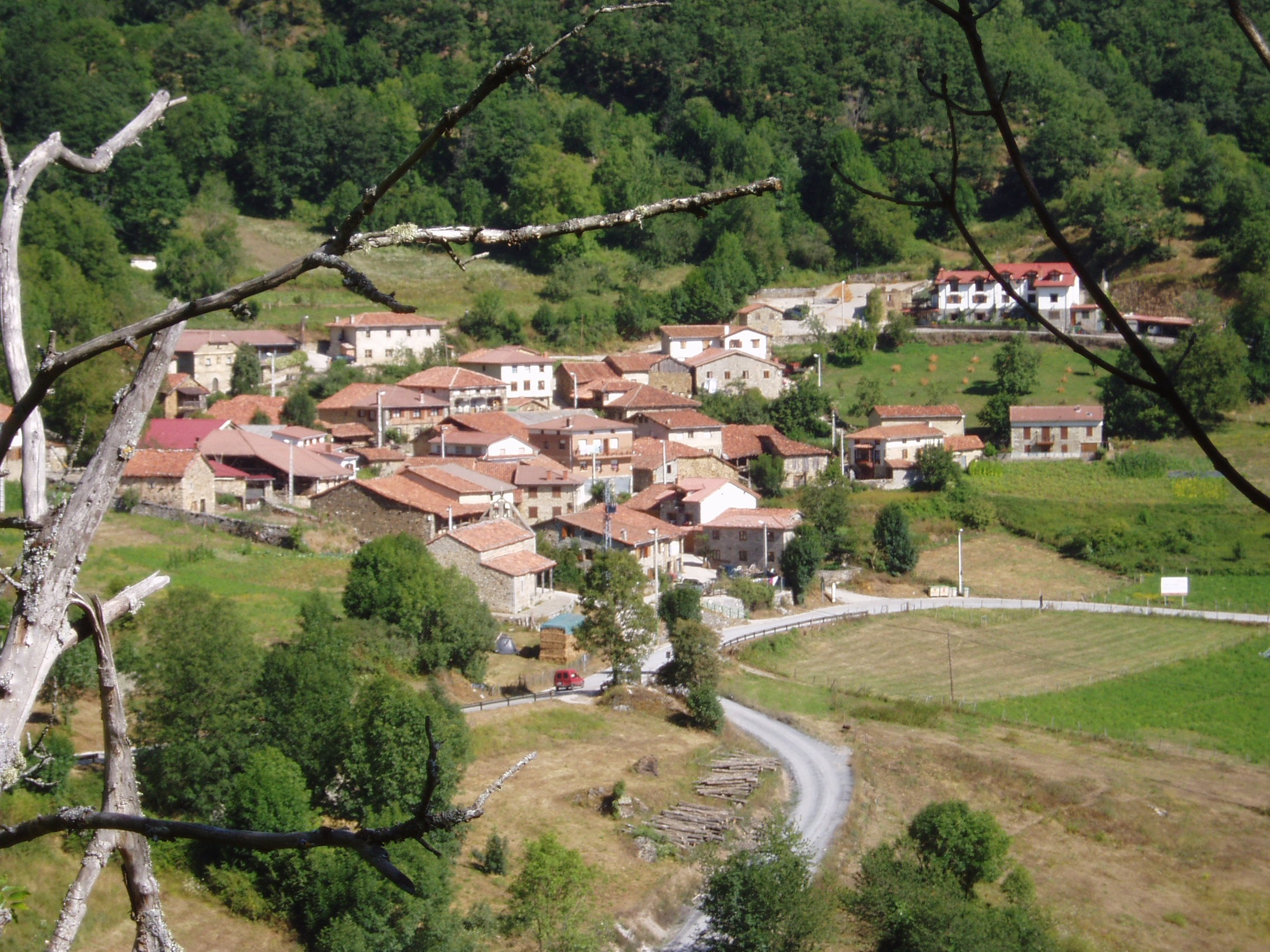
Dobres (Vega de Liébana).
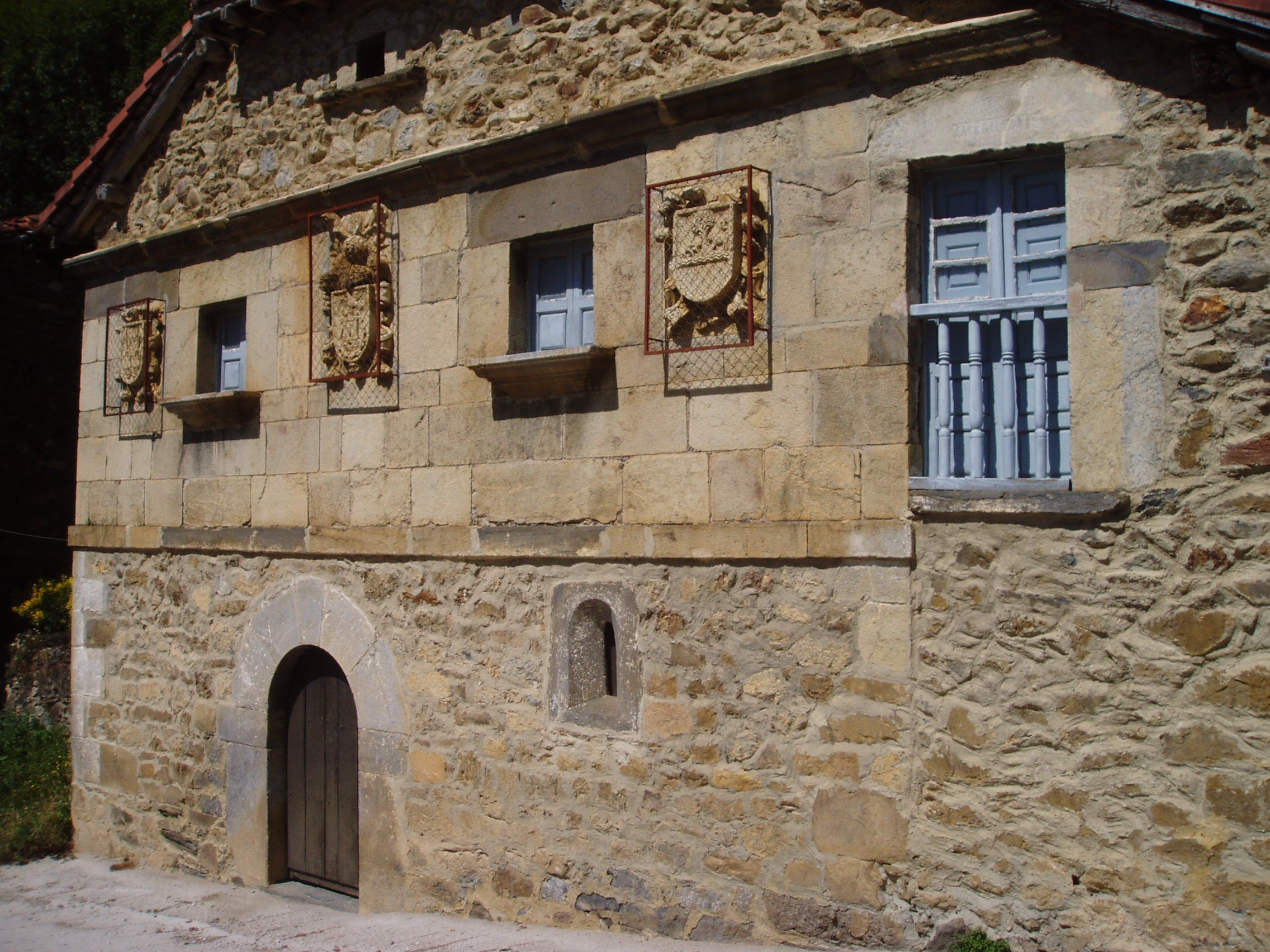
Casona blasonada a Dobres (Vega de Liébana).
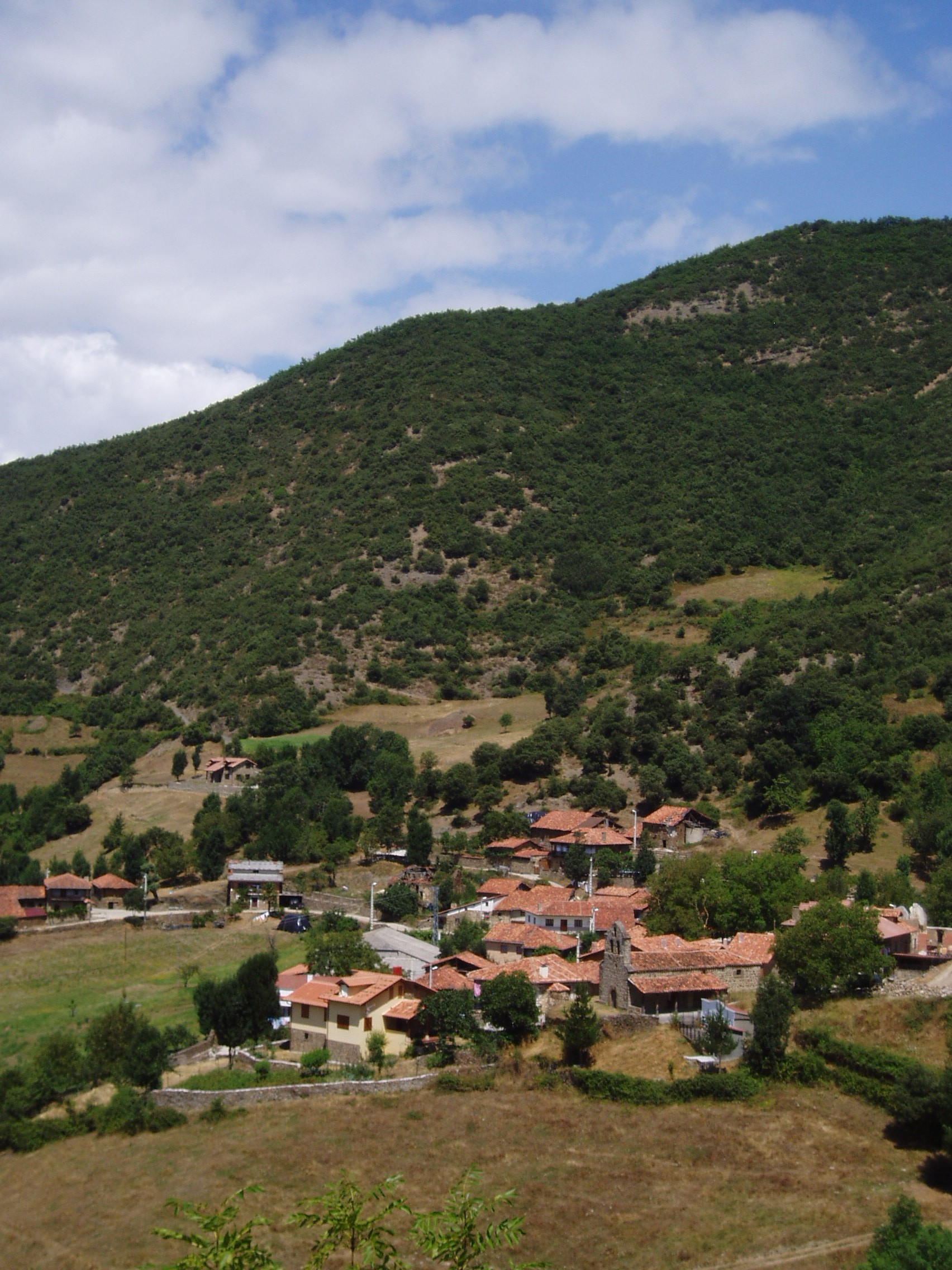
Tudes (Vega de Liébana).
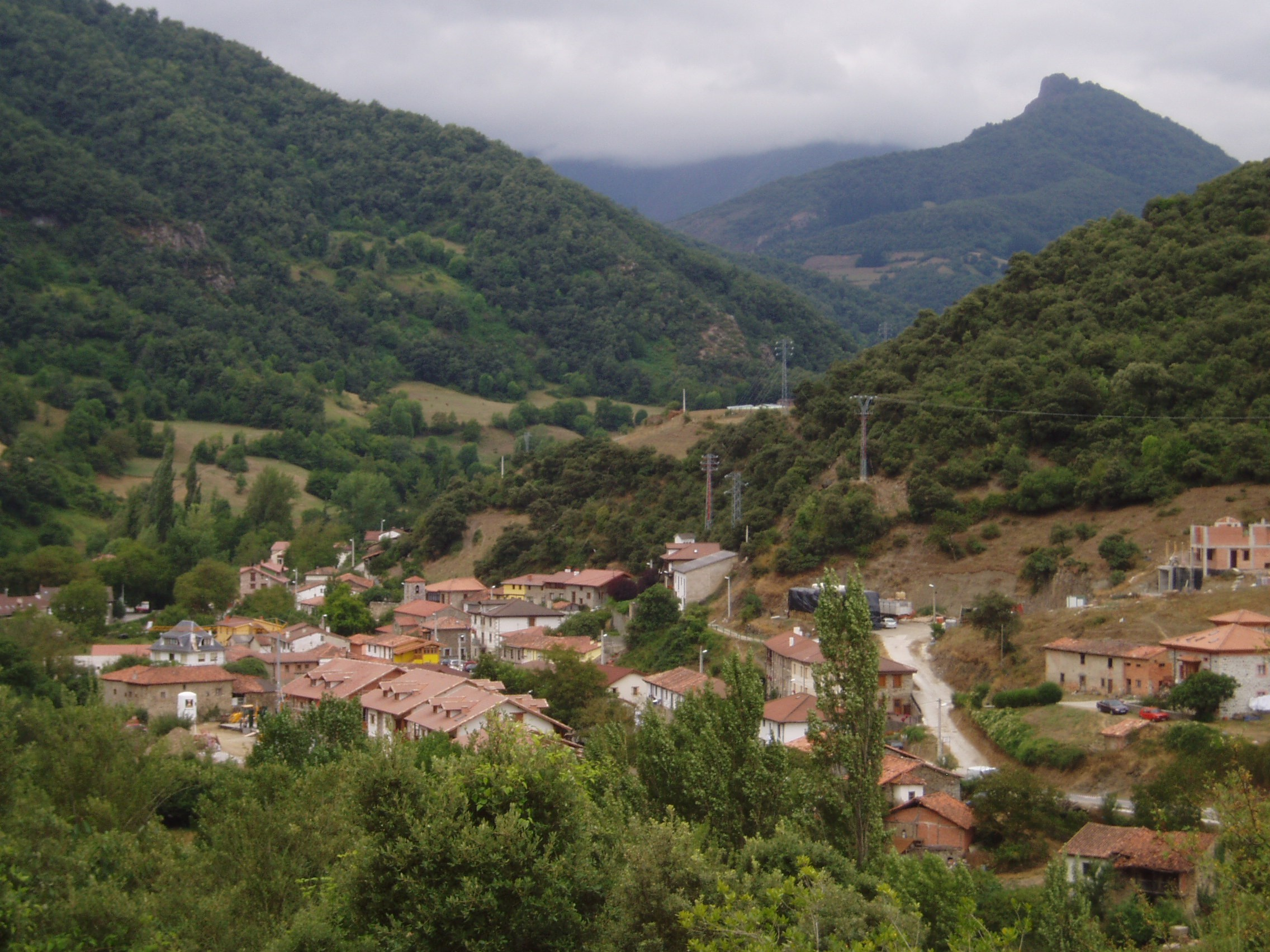
Vista de la capital de Vega de Liébana, La Vega.